# بغونية
البغونية أو بجونية أو حَمْزَج (الاسم العلمي: Begonia) جنس نبات يضم أكثر من 1500 نوع، وبذلك فهو يعد من أكبر أجناس النباتات المزهرة.